# Искров разрядник
Искров разрядник е електротехнически елемент, който се използва във високите напрежения, за ограничение на пренапрежение.

## История
Първите експерименти, които са свързани с пробиви и обработка на високи напрежения, датират от началото на XX век. Експериментите започват с 10 000 волта. Експериментите се извършват на базата на законите на електромагнитната съвместимост, зависимостта и с индуктивни и приемащи метални елементи. Работата на учените води до нови доводи, свързани с разделянето на големи разряди и пробива върху определени повърхности, които те извършват. До края на 1915 година експериментите приключват с вече готови изводи и реални доказателства. Първото доказателство за това е добавянето на кондензатор върху вторична индуктивност. Кондензаторът елиминира непрекъснатата дъга в празнината между индуктивностите. Докато кондензаторът се зарежда, максималното напрежение запалва празнината, кондензаторът се разрежда и искрата се погасява.

## Класификация
- като дискретни елементи
- като превключващи елементи
- магнитен разрядник
- постояннотоков разрядник

## Устройство
Разрядникът се състои най-общо от електрод и дъгогасително устройство.

## Приложение
Искровите разрядници се използват в запалителните системи на двигатели, високоскоростната фотография, предпазващи от пренапрежение системи, радиопредаватели и други.